# Goniopora polyformis
Goniopora polyformis is een rifkoralensoort uit de familie van de Poritidae. De wetenschappelijke naam van de soort is voor het eerst geldig gepubliceerd in 1980 door Zou.